# Deportace
Deportace je původně trest nuceného a doživotního vystěhování na vzdálené a odlehlé místo, například na ostrov. Ve starém Římě byl spojen se ztrátou majetku a občanských práv. V novověku se například z Anglie od roku 1619 deportovali odsouzenci do Severní Ameriky, od roku 1788 do Austrálie, ale v 19. století se tento trest přestal užívat. Ve Francii se trestanci za politické zločiny deportovali od roku 1873 do roku 1914 na Île des Pins v Nové Kaledonii v Tichém oceánu. V obou případech sloužila deportace také ke kolonizaci zámořských držav.
Když se deportace jako specifický druh trestu přestala používat, význam slova se postupně rozšiřoval, takže může znamenat jakékoli nucené vystěhování, vysídlení, přesídlení, odvlečení, zavlečení jedné či více osob zpravidla z politických, náboženských, etnických či jiných společenských příčin. Mezi pojmy deportace, vysídlování nebo etnické čistky je častokrát velmi tenká linie, případně se používají ve stejném smyslu. Vystěhováváním a deportacemi z etnických, rasových či náboženských důvodů byly a jsou postiženy miliony lidí na celém světě. Obzvlášť to platí v první polovině 20. století v národnostně různorodé Evropě, kde opakovaně docházelo k masovým deportacím menšinových skupin obyvatelstva.
Na počátku dvacátého století neexistoval snad ani jeden evropský stát s homogenním obyvatelstvem. Pohyby osob různých národností se dotýkaly téměř každého státu, v němž žily národnostní menšiny. Samozřejmě, že největší vliv na navrácení, repatriace či deportace měly zejména válečné události a jejich konečné výsledky. Obvykle se jednalo o politické rozhodnutí (jako např. nařízení o vysídlení osob německé národnosti přijaté na konferenci v Postupimi).

## Příklady deportací
- deportace Karla Havlíčka Borovského do Brixenu
- deportace válečných zajatců do zajateckých táborů
- deportace Židů za druhé světové války do koncentračních a vyhlazovacích táborů (viz Holokaust)[4][5]
- deportace českých Němců z Československa po skončení druhé světové války
- plánované deportace ilegálních imigrantů z Velké Británie do Rwandy[6]